# Laia Lamana
Laia Lamana Llobera (Barcelona, 8 de enero de 2002) es una jugadora de baloncesto catalana que juega en la posición de base en el Club Joventut Badalona.
Debutó en la Liga femenina 2 la temporada 2020-21 con el Club Baloncesto Femenino Sant Adrià. La temporada siguiente fichó por el Celta Zorka Recalvi de la Liga Challenge.  En junio de 2022 se incorporó al Nou Bàsquet Paterna, filial del Valencia Basket en la Liga Challenge.  Esa temporada también jugó con el primer equipo, debutando en la Primera División y consiguiendo el título de Liga (2022-23). En mayo de 2023, se anunció su fichaje por el Durán Maquinaria Ensino, equipo que milita en la máxima categoría. 
Fue internacional con la selección española en categorías de formación, proclamándose campeona de europa sub-20 en 2022. 
Tras dos temporadas en Lugo, firma por el Joventut Badalona. 